# Saint-Laurent-la-Conche
Saint-Laurent-la-Conche és un municipi francès situat al departament del Loira i a la regió d'Alvèrnia-Roine-Alps. L'any 2007 tenia 565 habitants.

## Demografia

### Població
El 2007 la població de fet de Saint-Laurent-la-Conche era de 565 persones. Hi havia 197 famílies de les quals 22 eren unipersonals (11 homes vivint sols i 11 dones vivint soles), 76 parelles sense fills i 99 parelles amb fills.
La població ha evolucionat segons el següent gràfic:
Habitants censats

### Habitatges
El 2007 hi havia 219 habitatges, 199 eren l'habitatge principal de la família, 8 eren segones residències i 12 estaven desocupats. 210 eren cases i 9 eren apartaments. Dels 199 habitatges principals, 173 estaven ocupats pels seus propietaris, 23 estaven llogats i ocupats pels llogaters i 3 estaven cedits a títol gratuït; 5 tenien dues cambres, 11 en tenien tres, 64 en tenien quatre i 118 en tenien cinc o més. 142 habitatges disposaven pel capbaix d'una plaça de pàrquing. A 61 habitatges hi havia un automòbil i a 133 n'hi havia dos o més.

### Piràmide de població
La piràmide de població per edats i sexe el 2009 era:
| Homes | Edats   | Dones |
| ----- | ------- | ----- |
| 0     | 95 o +  | 0     |
| 0     | 90 a 94 | 0     |
| 0     | 85 a 89 | 0     |
| 0     | 80 a 84 | 0     |
| 12    | 75 a 79 | 16    |
| 4     | 70 a 74 | 4     |
| 12    | 65 a 69 | 4     |
| 12    | 60 a 64 | 16    |
| 0     | 55 a 59 | 0     |
| 28    | 50 a 54 | 16    |
| 8     | 45 a 49 | 20    |
| 24    | 40 a 44 | 16    |
| 16    | 35 a 39 | 32    |
| 20    | 30 a 34 | 8     |
| 20    | 25 a 29 | 24    |
| 8     | 20 a 24 | 4     |
| 36    | 15 a 19 | 12    |
| 36    | 10 a 14 | 32    |
| 8     | 5 a 9   | 28    |
| 16    | 0 a 4   | 4     |

## Economia
El 2007 la població en edat de treballar era de 383 persones, 268 eren actives i 115 eren inactives. Les 268 persones actives estaven ocupades(151 homes i 117 dones).. De les 115 persones inactives 40 estaven jubilades, 33 estaven estudiant i 42 estaven classificades com a «altres inactius».

### Ingressos
El 2009 a Saint-Laurent-la-Conche hi havia 211 unitats fiscals que integraven 613 persones, la mediana anual d'ingressos fiscals per persona era de 18.575 €.

### Activitats econòmiques
Dels 28 establiments que hi havia el 2007, 2 eren d'empreses extractives, 2 d'empreses de fabricació d'altres productes industrials, 6 d'empreses de construcció, 6 d'empreses de comerç i reparació d'automòbils, 1 d'una empresa de transport, 3 d'empreses d'hostatgeria i restauració, 3 d'empreses immobiliàries, 3 d'empreses de serveis, 1 d'una entitat de l'administració pública i 1 d'una empresa classificada com a «altres activitats de serveis».
Dels 7 establiments de servei als particulars que hi havia el 2009, 1 era un guixaire pintor, 1 fusteria, 2 lampisteries i 3 restaurants.
L'any 2000 a Saint-Laurent-la-Conche hi havia 24 explotacions agrícoles que ocupaven un total de 1.258 hectàrees.

## Equipaments sanitaris i escolars
El 2009 hi havia una escola elemental integrada dins d'un grup escolar amb les comunes properes formant una escola dispersa.

## Poblacions més properes
El següent diagrama mostra les poblacions més properes.